# Professeur Zoom
Pour les articles homonymes, voir Zoom (homonymie).
Ne doit pas être confondu avec Zoom (comics).
Eobard Thawne  (ou Reverse-Flash (en VO) / Nega-Flash (en VF)) est un personnage de fiction, super-vilain de l'univers DC Comics créé par John Broome et Carmine Infantino et apparu pour la première fois dans The Flash (vol. 1) #139 en 1963. C'est le pire ennemi de Barry Allen, le second Flash. Thawne est d'ailleurs le second Reverse-Flash après  The Rival (ennemi de Jay Garrick) et avant Zoom (ennemi de Wally West) et Inertia (ennemi de Bart Allen).

## Biographie fictive
Vivant au XXVe siècle, Eobard Thawne est né dans un monde régi par le devoir, où la naissance de chaque individu est programmée et où les accidents sont selon ses dires «illégaux, car une perte de temps ». Dans ce monde où il se sent rejeté par ses parents, il devient obsédé par le minutage et la perfection. Un petit frère nommé Robern est attribué à la famille afin d'obtenir un quotient familial suffisant ; mais comme Eobard le dit lui-même, cela n'a pour conséquence que de faire sentir le jeune Eobard inférieur à son frère. Il est un admirateur du héros de son passé, Flash incarné par Barry Allen.
Obsédé par Barry Allen, il veut à tout prix lui ressembler et le rencontrer. Il étudie ainsi la Force Véloce mais se fait arrêter par Robern, car en dehors du musée Flash, l'étude de la Force Véloce est illégale à son époque. Après son temps passé en prison, il découvre que ses parents sont morts dans un accident, ce qui détruit un peu plus son esprit déjà fragilisé.
Après avoir obtenu des pouvoirs similaires à ceux de Barry en reproduisant l'expérience qui lui avait donné ses pouvoirs, il décide de remonter dans le temps afin de le rencontrer en personne mais il arrive trop tard, dans une époque où son idole est morte. Il découvre qu'il est lui-même devenu le pire ennemi de Flash, le Reverse-Flash, et qu'il est de plus mort sous les coups de celui qu'il a toujours admiré.
Désorienté par cette révélation et convaincu d'être le véritable Barry Allen, il révèle sa vraie nature et décide de retourner à l'époque de Flash afin de le remplacer et de faire en sorte que le monde l'oublie mais battu par la «Team Flash», il est renvoyé dans le futur par Barry.
Après plusieurs batailles, Eobard décide de modifier le cours de sa vie, commençant par se débarrasser de l’existence de son frère et d'autres choses mais, à chaque fois, son avenir reste sombre.
Malgré sa haine pour Flash, il se refuse à le tuer, en partie car il lui doit son existence et, si Flash venait à mourir, la force véloce ne serait plus accessible à Eobard dans son époque et il n'obtiendrait pas ses pouvoirs.

## Pouvoirs et capacités
Le Professeur Thawne peut, comme la plupart des Flash, atteindre la vitesse de la lumière, donner des dizaines (voire des centaines) de coups par seconde, courir sur l'eau et créer des cyclones. Il possède la capacité de se régénérer plus vite qu'un être humain et de faire « vibrer » ses molécules pour traverser les objets solides.
Dans Flash: Rebirth, il est révélé que lorsque Thawne reproduit l'accident qui donna ses pouvoirs à Barry Allen, il crée une Force Véloce négative en corrompant la version positive. Grâce à cette Force Véloce, il a également la possibilité de créer plusieurs après-images ou des « mirages de vitesse ». Contrairement à Flash et les autres utilisateurs de la Force Véloce originale, qui peuvent voyager à travers le temps, le modifier et peuvent effacer les gens de l'existence (Flash ne peut pas changer le passé sans conséquences qui modifieraient sa propre existence), Zoom existe paradoxalement en dehors du temps. 
Durant les événements de Flashpoint, le Professeur Thawne développe de nombreux nouveaux pouvoirs, dont la capacité d'absorber les souvenirs et les pouvoirs d'autres personnes — mais les faisant vieillir jusqu'à ce qu'elles meurent au cours du processus —, de changer d'âge en quelques secondes et de modifier radicalement le temps. Il devient également un paradoxe temporel vivant et quoi qu'il arrive il ne cessera jamais d'exister, même si son histoire est modifiée.

## Apparitions dans d'autres médias

### Séries télévisées
Interprète de Barry Allen / Flash dans sa série des années 1990, John Wesley Shipp interprète le personnage dans un épisode de la série d'animation Batman : L'Alliance des héros diffusé en 2010.
De 2014 à 2023, le personnage est interprété par Tom Cavanagh et Matt Letscher dans les séries du Arrowverse, dont principalement dans les séries Flash et DC: Legends of Tomorrow. Le personnage apparaît aussi dans les séries Arrow et Supergirl.

### Films
L'acteur C. Thomas Howell incarne le personnage dans les films d'animation du DC Animated Movie Universe,. Il le joue une première fois en 2013 dans La Ligue des justiciers : Le Paradoxe Flashpoint, puis en 2018 dans Suicide Squad : Le Prix de l'enfer,.

### Jeux vidéo
Le personnage est jouable dans la version mobile du jeu de combat Injustice : Les dieux sont parmi nous (2013). En 2017, il devient un des adversaires de la campagne du jeu Injustice 2, en plus d'être une apparence alternative de Flash,. Le personnage est piégé dans cette univers à la suite de la mort d'un de ses ancêtres par le Régime totalitaire de Superman
Reverse-Flash est un personnage déblocable du jeu Lego Batman 3: Beyond Gotham sorti en 2014.
De nouveau interprété par C. Thomas Howell, le personnage est jouable en 2018 dans le jeu Lego DC Super-Vilains,.